# Maibach
Maibach ist ein Stadtteil von Butzbach im hessischen Wetteraukreis im östlichen Hintertaunus.

## Geografische Lage
Der Ort liegt im östlichen Hintertaunus, umgeben von den Wäldern des Naturpark Taunus. Maibach liegt südwestlich des Hauptortes. Zwischen beiden Orten fließt der Krebsbach und zu Füßen des Dorfs fließt der Michelbach. Zu ihm hinab rinnt meistens ein Bächlein aus dem Ort, an dem in der Gemarkung Im Rabenzahl die Maibacher Kläranlage steht.
Das Gebiet von Maibach wird auch als Maibacher Schweiz bezeichnet, besonders wegen der beeindruckenden Felsformationen in der Umgebung.
Nachbarorte sind Michelbach (westlich), Bodenrod (nördlich), Wiesental (östlich) und Wernborn (südlich).

## Geschichte

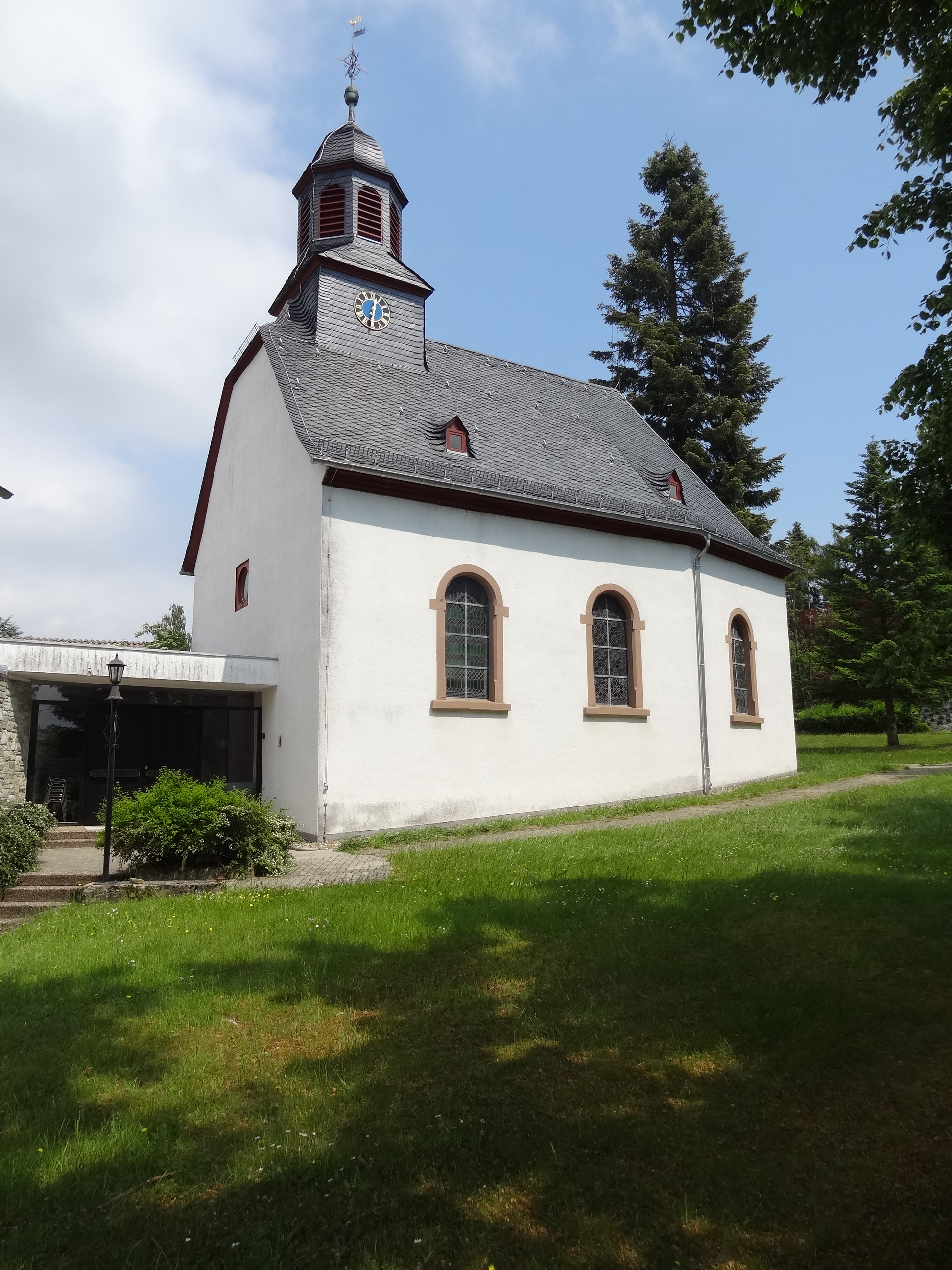
Evangelische Kirche

### Ortsgeschichte
Maibach wurde 1336 mit der Erwähnung eines nach Friedberg ausgewanderten Einwohners „Johan Meydebecher“ zuerst genannt. 1680 wurde die Schule gegründet und von 1764 bis 1766 wurde die evangelische Kirche erbaut. 1959 entstanden die Schule und das Dorfgemeinschaftshaus, gleichzeitig wurde auch das kleine Freibad (⊙) angelegt. Letztes wurde für 2,4 Millionen Euro 2021–2022 renoviert. Jeweils eine halbe Million Euro davon stammen aus dem „Leader“-Förderprogramm von EU und Land Hessen sowie dem Haushalt der Stadt Butzbach.
Gebietsreform in Hessen (1970–1977)
Im Zuge der Gebietsreform in Hessen wurde die bis dahin selbständige Gemeinde Maibach zum 1. August 1972 kraft Landesgesetz in die Stadt Butzbach eingegliedert. Für Maibach wurde, wie für die übrigen Stadtteile, ein Ortsbezirk mit Ortsbeirat und Ortsvorsteher eingerichtet.

### Verwaltungsgeschichte im Überblick
Die folgende Liste zeigt die Staaten und Verwaltungseinheiten, denen Maibach angehört(e):
- vor 1806: Heiliges Römisches Reich, Landgrafschaft Hessen-Darmstadt, Oberfürstentum Hessen, Amt Butzbach und Philippseck[10]
- ab 1806: Großherzogtum Hessen,[Anm. 2] Fürstentum Oberhessen, Amt Butzbach und Philippseck
- ab 1815: Großherzogtum Hessen, Provinz Oberhessen, Amt Butzbach und Philippseck[11]
- ab 1821: Großherzogtum Hessen, Provinz Oberhessen, Landratsbezirk Butzbach
- ab 1829: Großherzogtum Hessen, Provinz Oberhessen, Verlegung und Umbenennung in Landratsbezirk Friedberg
- ab 1832: Großherzogtum Hessen, Provinz Oberhessen, Kreis Friedberg
- ab 1848: Großherzogtum Hessen, Regierungsbezirk Friedberg
- ab 1852: Großherzogtum Hessen, Provinz Oberhessen, Kreis Friedberg
- ab 1867: Norddeutscher Bund,[Anm. 3] Großherzogtum Hessen, Provinz Oberhessen, Kreis Friedberg
- ab 1871: Deutsches Reich, Großherzogtum Hessen, Provinz Oberhessen, Kreis Friedberg
- ab 1918: Deutsches Reich (Weimarer Republik), Volksstaat Hessen, Provinz Oberhessen, Kreis Friedberg
- ab 1938: Deutsches Reich, Volksstaat Hessen, Landkreis Friedberg[12][Anm. 4]
- ab 1945: Amerikanische Besatzungszone,[Anm. 5] Groß-Hessen, Regierungsbezirk Darmstadt, Kreis Friedberg, Land Hessen, Regierungsbezirk Darmstadt, Landkreis Friedberg
- ab 1946: Amerikanische Besatzungszone, Land Hessen, Regierungsbezirk Darmstadt, Landkreis Friedberg
- ab 1949: Bundesrepublik Deutschland, Land Hessen, Regierungsbezirk Darmstadt, Landkreis Friedberg
- ab 1972: Bundesrepublik Deutschland, Land Hessen, Regierungsbezirk Darmstadt, Wetteraukreis, Stadt Butzbach[Anm. 6]

### Einwohnerentwicklung
- 1961: 184 evangelische (= 78,30 %), 50 katholische (= 21,28 %) Einwohner[1]

| Maibach: Einwohnerzahlen von 1834 bis 2022 | Maibach: Einwohnerzahlen von 1834 bis 2022 | Maibach: Einwohnerzahlen von 1834 bis 2022 | Maibach: Einwohnerzahlen von 1834 bis 2022 | Maibach: Einwohnerzahlen von 1834 bis 2022 |
| --- | ------------------------------------------ | ------------------------------------------ | ------------------------------------------ | ------------------------------------------ |
| Jahr |                                            |                                            |                                            | Einwohner                                  |
| 1834 | 1834                                       |                                            | 331                                        | 331                                        |
| 1840 | 1840                                       |                                            | 356                                        | 356                                        |
| 1846 | 1846                                       |                                            | 356                                        | 356                                        |
| 1852 | 1852                                       |                                            | 358                                        | 358                                        |
| 1858 | 1858                                       |                                            | 350                                        | 350                                        |
| 1864 | 1864                                       |                                            | 236                                        | 236                                        |
| 1871 | 1871                                       |                                            | 237                                        | 237                                        |
| 1875 | 1875                                       |                                            | 219                                        | 219                                        |
| 1885 | 1885                                       |                                            | 171                                        | 171                                        |
| 1895 | 1895                                       |                                            | 180                                        | 180                                        |
| 1905 | 1905                                       |                                            | 190                                        | 190                                        |
| 1910 | 1910                                       |                                            | 192                                        | 192                                        |
| 1925 | 1925                                       |                                            | 177                                        | 177                                        |
| 1939 | 1939                                       |                                            | 185                                        | 185                                        |
| 1946 | 1946                                       |                                            | 295                                        | 295                                        |
| 1950 | 1950                                       |                                            | 265                                        | 265                                        |
| 1956 | 1956                                       |                                            | 242                                        | 242                                        |
| 1961 | 1961                                       |                                            | 235                                        | 235                                        |
| 1967 | 1967                                       |                                            | 319                                        | 319                                        |
| 1970 | 1970                                       |                                            | 328                                        | 328                                        |
| 1980 | 1980                                       |                                            | ?                                          | ?                                          |
| 1990 | 1990                                       |                                            | ?                                          | ?                                          |
| 2008 | 2008                                       |                                            | 438                                        | 438                                        |
| 2010 | 2010                                       |                                            | 442                                        | 442                                        |
| 2015 | 2015                                       |                                            | 449                                        | 449                                        |
| 2022 | 2022                                       |                                            | 430                                        | 430                                        |
| Datenquelle: Historisches Gemeindeverzeichnis für Hessen: Die Bevölkerung der Gemeinden 1834 bis 1967. Wiesbaden: Hessisches Statistisches Landesamt, 1968. Weitere Quellen: LAGIS; 2008–2015; 2022 |                                            |                                            |                                            |                                            |

## Politik
Ortsbeirat
Bei der Kommunalwahl am 14. März 2021 ergab sich folgende Sitzverteilung:
| überparteiliche Wählergemeinschaft | überparteiliche Wählergemeinschaft | Stimmen |
| 1                                  | Holzfuß, Hermann                   | 145     |
| 2                                  | Ketter, Sandra                     | 180     |
| 3                                  | Knecht, Michael                    | 166     |
| 4                                  | Rees, Sebastian                    | 293     |
| 5                                  | Rees, Ulrike                       | 71      |
| 6                                  | Semsch, Johannes                   | 302     |
| gesamt                             | gesamt                             | 1157    |

In der konstituierenden Sitzung des Ortsbeirates am 6. April 2021 wurden folgende Funktionen gewählt:
- Vorsitzender Sebastian Rees
- stv. Vorsitzender Johannes Semsch
- Schriftführerin Sandra Ketter
- Beisitzer Michael Knecht
- Beisitzer Hermann Holzfuß

## Kultur und Sehenswürdigkeiten
Durch Maibach führt ein Fernwanderweg, der Ardennenweg, der den Böhmerwald mit dem Atlantik verbindet.

## Persönlichkeiten
- Martin Holzfuß (1925–2012), Generalmajor, Politiker (FDP) und Europaabgeordneter; lebte viele Jahre in Maibach